# یهودا گرامی
یهودا گرامی (عبری:יהודה גְרַאמי) حاخام اعظم ایران و رهبر معنوی جامعه یهودی ایران از سال ۲۰۱۱ است.

## زندگی‌نامه
گرامی در تهران در یک خانواده یهودی سنتی و مذهبی به دنیا آمد. پدر او شلومو گرامی جراح در مراکز پزشکی تهران و همچنین در بیمارستان یهودی دکتر سپیر بود. او به مدرسه مذهبی یهودی رفت و در مطالعه تلمود تبحر یافت. در ۱۵ سالگی از طریق ترکیه به اسرائیل رفت و یکسال در یشیوای آترت تحت نظر ربی باروخ مردخای ازراخی در اورشلیم درس خواند. او سپس به ایران بازگشت و بعد از یکسال به یشیوای نیر یسرائیل در بالتیمور مریلند در ایالات متحده رفت و در آنجا به درجه حاخامی تحت نظر ربی موشه هاینمن رسید. در ۲۵ سالگی به ایران بازگشت و با همسرش زیپورا که از یهودیان ایران بود ازدواج کرد. او بعد از ازدواج به تدریس تورات و مسائل شرعی یهودیان ایران نظیر میکوه و گوشت کوشر مشغول شد. او سپس به عنوان حاخام اعظم ایران انتخاب شد و دولت ایران او را به عنوان رهبر جامعه یهودیان ایران می‌شناسد. ربی گرامی عضو جامعه ربیهای کشورهای اسلامی است.
گرامی به زبان فارسی و عبری مسلط است ولیکن با وجود تسلط به زبان عبری با رسانه‌های اسرائیل به زبان عبری مصاحبه نمی‌کند. این به آن دلیل است که رابطه خوب خود را با دولت ایران حفظ کند. گرامی معمولاً بیان می‌کند که یهودیان ایران در آزادی کامل هستند و اجازه دارند که تلمود و تورات را بیاموزند و دارای یشیوا و مدارس خاص خود هستند. او معمولاً در مصاحبه‌ها از کشور اسرائیل انتقاد کرده و جنبش صهیونیسم را بر خلاف تورات می‌خواند. بعد از ترور قاسم سلیمانی گرامی به همراه جمعی از رهبران جامعه یهودی ایران از جمله حاخام یونس حمامی لاله زار از خانواده او دیدن و دلجویی کرد. بعد از شیوع کرونا در ایران در سال ۱۳۹۸ حاخام گرامی دستور تعطیل شدن تمامی کنیسه‌ها را داد.
گرامی در سال ۲۰۲۱ در اولین اجلاس سران اتحاد خاخام‌ها در دولت اسلامی در استانبول ترکیه شرکت کرد.
در نوامبر سال ۲۰۲۱ گرامی در ایالات متحده با سران جامعه یهودی این کشور دیدار کرد. در این دیدارها او بیان کرد که به دلیل ترس از به خطر افتادن زندگی جامعه یهودی در ایران به دیدار خانواده قاسم سلیمانی رفته‌است. بسیاری سران جامعه یهودی در ایالات متحده از گرامی به خاطر این رفتار انتقاد کردند.